# Mostar

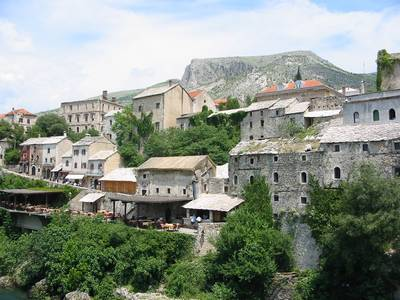
Mostar, rivierzijde

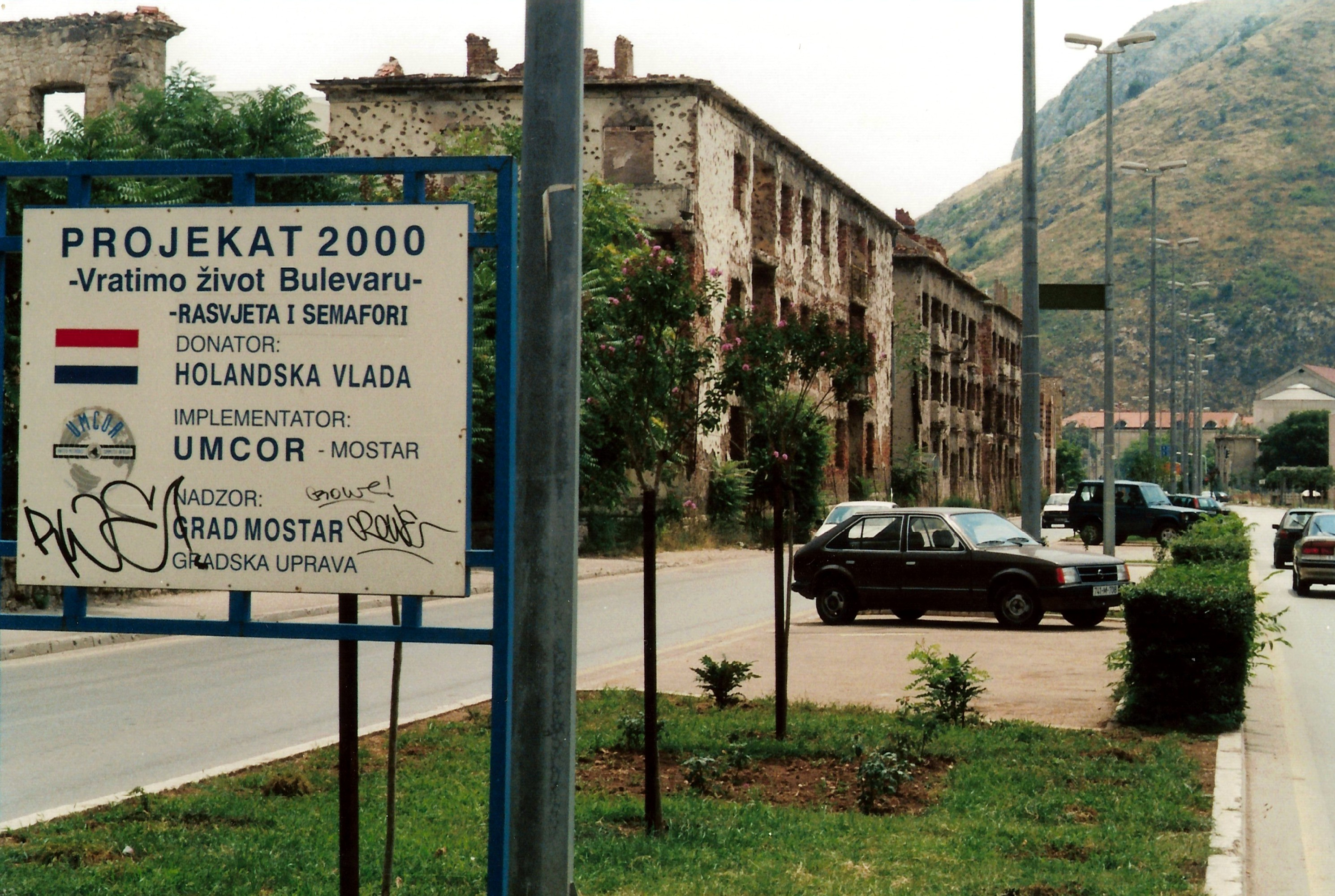
Vernielde huizen als gevolg van de Bosnische Oorlog en een bord van een herstelproject, gefinancierd door de Nederlandse overheid

Mostar is een stad in Bosnië en Herzegovina. De stad ligt in het zuiden van het land op 80 kilometer afstand van de Bosnische hoofdstad Sarajevo. Mostar is de hoofdstad van het kanton Herzegovina-Neretva, in de Federatie van Bosnië en Herzegovina, en is de grootste en belangrijkste stad van de streek Herzegovina.
De bevolkingsomvang bedroeg in 1990 130.000 inwoners, maar na de Bosnische Oorlog begin jaren negentig was dat teruggelopen tot 60.000 inwoners.
De belangrijkste takken van industrie zijn tabak, bauxiet en textiel. De belangrijkste wegverbinding is de E73.

## Geschiedenis

### Ottomaanse periode
Mostar werd gesticht in de 13e eeuw en bloeide de vier eeuwen daarna in het Ottomaanse Rijk. Door de strategische ligging werd Mostar een knooppunt van handelaren die van de Adriatische Zee naar het binnenland van de Balkan reisden, en vice versa. Mostar dankt zijn naam aan die tijd, toen wachters ("Mostari") vanuit hun torens bewaakten wie er via de houten brug over de Neretva de stad in of uit gingen.
In 1566 werd het werk aan een stenen brug, die de wankele houten brug over de Neretva moest vervangen, voltooid. Deze brug, de Stari Most ofwel de "Oude Brug", was een meesterwerk van barokke Ottomaanse architectuur, van de hand van de Turkse architect Mimar Hajrudin.
In 1878 kwam de Ottomaanse heerschappij over Mostar tot een einde. De stad was regelmatig doelwit van aanvallen van Venetianen, en het Ottomaanse leger raakte daardoor dermate verzwakt, dat de bewoners van de streek in opstand kwamen, mede omdat de dubbelmonarchie Oostenrijk-Hongarije tijdens het Congres van Berlijn in 1878 met succes aanspraak maakte op het gebied. Het gevolg was dat de spanningen in het gebied verder opliepen. Tijdens de Oostenrijks-Hongaarse periode werden er wel veel belangrijke investeringen gedaan in het gebied, zoals de aanleg van een spoorlijn die Mostar verbond met Dubrovnik en Sarajevo.

### Joegoslavische periode
Na de Eerste Wereldoorlog moest Oostenrijk de stad afstaan aan het Koninkrijk der Serviërs, Kroaten en Slovenen, dat in 1929 hernoemd werd in Koninkrijk Joegoslavië. In 1939 werd Mostar ingedeeld bij de Banovina van Kroatië. In 1941 vielen Duitsland en Italië het land binnen. Mostar ging deel uitmaken van de Onafhankelijke Staat Kroatië.
Na de Tweede Wereldoorlog werd de stad ingedeeld in de Socialistische Republiek Bosnië en Herzegovina, een deelstaat van de Socialistische Federale Republiek Joegoslavië. In de Neretva werden dammen gebouwd om elektriciteit op te wekken.

### Post-Joegoslavische periode
In april 1992 brak in Bosnië en Herzegovina de Bosnische Oorlog uit die al snel ook de stad Mostar bereikte. In juli 1992 riepen de Kroaten een eigen staat uit in het gebied, onder de naam Kroatische Republiek Herceg-Bosna. Mostar werd uitgeroepen tot hoofdstad van deze staat. Het was de bedoeling dat Herceg-Bosna later deel zou gaan uitmaken van Kroatië. In het voorjaar van 1993 braken er in Mostar hevige gevechten uit tussen Kroaten en Bosniaks als onderdeel van de Kroatisch-Bosniakse Oorlog. In november van dat jaar werd de Stari Most, de oude brug over de Neretva, verwoest. In februari 1994 kwamen de Kroaten en Bosniakken overeen de onderlinge strijd te staken, wat uitgewerkt werd in het Akkoord van Washington. Eind 1995 werd de oorlog in Bosnië en Herzegovina helemaal beëindigd met het Verdrag van Dayton.
Sinds 1995 wordt de stad door een boulevard verdeeld in een Kroatisch deel in het westen en een moslimdeel in het oosten. Van het aantal Serviërs dat voor de oorlog in de stad woonde, is na de oorlog maar een zeer klein deel teruggekomen. De oude binnenstad met de beroemde brug en de Neretva liggen in het moslimdeel van de stad. Ten westen daarvan, door de boulevard gescheiden, liggen de Kroatische wijken, voornamelijk bestaand uit deels kapotgeschoten, deels herstelde betonnen flats. De berg achter dit stadsdeel, die het uitzicht vanaf de binnenstad domineert, is voorzien van een enorm kruis.
De in de oorlog kapotgeschoten brug werd na de oorlog herbouwd met hulp van onder meer Turkije en Nederland. De opening vond op 23 juli 2004 plaats. In 2005 werd het historische deel van de stad, inclusief die brug, de Stari Most, door UNESCO tot werelderfgoed verklaard.
In juli 2022 besloot de gemeenteraad van Mostar zes straatnamen te wijzigen. Het ging om straten die waren vernoemd naar fascistische functionarissen uit de Tweede Wereldoorlog.

## Onderwijs
Er waren aan het eind van de negentiende eeuw in Mostar lagere scholen met een moslim, orthodox, katholiek en seculier karakter. Gymnasiaal eindexamen doen was er tot 1893 niet mogelijk, daarvoor moest men naar Sarajevo. Op aandringen van de Servisch-Orthodoxe Kerk in Herzegovina werd in 1893 in Mostar de eerste middelbare school geopend. De oprichting werd bekostigd door de toenmalige Oostenrijks-Hongaarse regering. Al in de eerste periode van het Gimnazija Mostar waren er leraren met een Servisch-orthodoxe, katholieke, moslim- en joodse achtergrond aan verbonden.

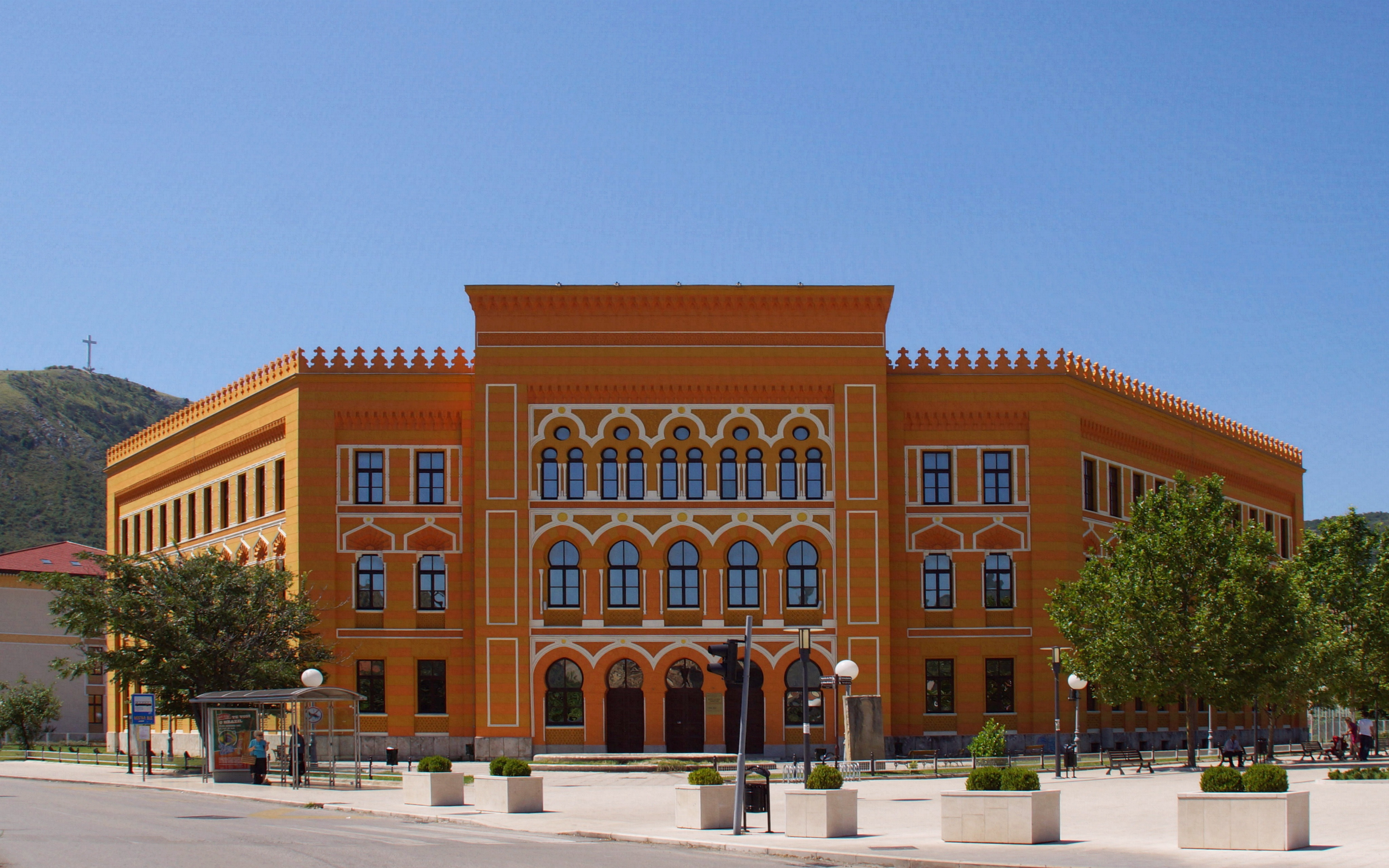
Gymnasium Mostar (1898 - 1902), Foto 2014

De eerste bouwfase van het gymnasium kwam in 1898 gereed. In 1902 volgde een tweede bouwfase naar ontwerp van de Tsjechische architect Blažek en kreeg de school zijn huidige uiterlijk. Na de oorlog in de jaren 1990 moest het gebouw in 2004 en 2009 worden hersteld. Het ontwikkelde zich tot een geïntegreerde, tweetalige middelbare school met 650 studenten en een United Word College (UWC) voor 165 studenten dat in hetzelfde gebouwencomplex gevestigd is. Het Gymnasium Mostar behoort tot de nationale monumenten van Bosnië en Herzegovina.

## Toerisme

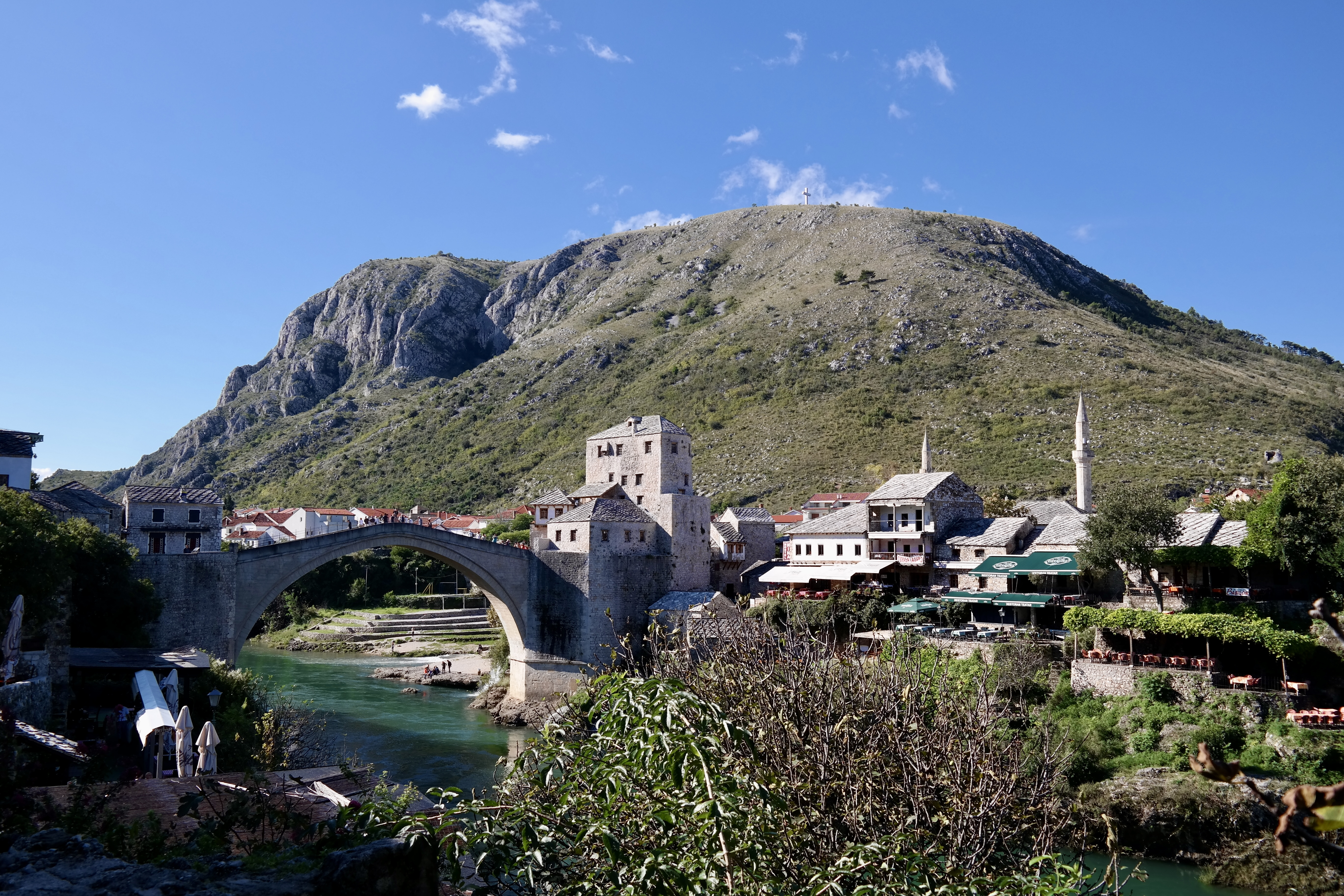
Mostar in 2014 met Stari Most en de heuvel Hum op de achtergrond.

Mostar is een belangrijke toeristische trekpleister in Bosnië en Herzegovina. De stad heeft een eigen luchthaven, Mostar International Airport. Het historische deel van de stad, vooral Stari Most, trekt veel toeristen.

## Evenementen
- Jaarlijks wordt er een duikevenement georganiseerd van de Stari Most brug.
- Mostrip is een internationaal  stripboeken-festival dat jaarlijk plaatsvindt eind September/begin Oktober.

## Sport
Mostar heeft twee professionele voetbalclubs. HŠK Zrinjski Mostar is sinds de onafhankelijkheid van Bosnië en Herzegovina de meest succesvolle club van de stad. De club met vooral een etnisch Kroatische aanhang werd meermaals landskampioen. Aartsrivaal FK Velež was voor de onafhankelijkheid de succesvolste club van Mostar en won twee keer de Joegoslavische voetbalbeker. De supporters van FK Velež zijn vooral Bosniakken.

## Stedenbanden
- Amman (Jordanië)
- Arsoli (Italië)
- Brčko (Bosnië en Herzegovina)
- İzmir (Turkije)
- Kayseri (Turkije)
- Kaposvár (Hongarije)
- Kragujevac (Servië)
- Millau (Frankrijk)
- Montegrotto Terme (Italië)
- Ohrid (Noord-Macedonië)
- Orkdal (Noorwegen)
- Tutin (Servië)
- Split (Kroatië)
- Vejle (Denemarken)
- Vukovar (Kroatië)
- Yinchuan (China)

## Geboren
- Zdravko Grebo (1947-2019), Bosnisch rechtsgeleerde en activist
- Zvonimir Serdarušić (1950), Bosnisch-Kroatisch handballer
- Dražen Dalipagić (1951-2025), Servisch basketballer en basketbalcoach
- Jasna Kolar-Merdan (1956), Joegslavisch handbalster
- Goran Jurić (1963), Bosnisch-Kroatisch voetballer
- Dragi Šestić (1966), Bosnisch muziekproducent
- Meho Kodro (1967), Bosnisch voetballer en trainer
- Marino Pusic (1971), voetbaltrainer en voetballer
- Sergej Barbarez (1971), Bosnisch voetballer
- Irina Pusic (1973), Bosnisch-Kroatisch handbalster met tevens de Nederlandse nationaliteit.
- Stefan Leko (1974), vechtsporter
- Adnan Čustović (1978), Bosnisch voetballer
- Dejan Damjanović (1981), Montenegrijns voetballer
- Ines Kostić (1984), Nederlands-Bosnisch politica
- Bojan Bogdanović (1989), Bosnisch-Kroatisch basketballer
- Mateo Pavlović (1990), Kroatisch voetballer